# William de la Pole, Công tước thứ 1 xứ Suffolk
William de la Pole, Công tước thứ 1 xứ Suffolk, KG (16 tháng 10 năm 1396 – 2 tháng 5 năm 1450), biệt danh Jackanapes, là một ông trùm, chính khách và chỉ huy quân sự người Anh trong Chiến tranh Trăm năm. Ông trở thành người được yêu thích bởi vị vua yếu đuối Henry VI của Anh, và do đó là một nhân vật hàng đầu trong chính phủ Anh, nơi ông gắn liền với nhiều thất bại của chính phủ hoàng gia vào thời điểm đó, đặc biệt là trong cuộc chiến ở Pháp. Công tước xứ Suffolk cũng xuất hiện nổi bật trong tác phẩm Henry VI của William Shakespeare, phần 1 và 2.
Ông đã chiến đấu trong Chiến tranh Trăm năm và tham gia các chiến dịch của Vua Henry V, và sau đó tiếp tục phục vụ tại Pháp cho Vua Henry VI. Ông là một trong những chỉ huy người Anh trong Cuộc vây hãm Orléans thất bại. Ông ủng hộ một giải pháp ngoại giao hơn là giải pháp quân sự cho tình hình đang xấu đi ở Pháp, một lập trường mà sau này được Vua Henry VI ủng hộ.
Công tước xứ Suffolk trở thành một nhân vật nổi bật trong chính phủ, và đi đầu trong các chính sách chính được thực hiện trong thời kỳ này.[3] Ông đóng vai trò trung tâm trong việc tổ chức Hiệp ước Tours (1444), và sắp xếp cuộc hôn nhân của nhà vua với Margaret xứ Anjou. Khi kết thúc sự nghiệp chính trị, ông bị nhiều người buộc tội quản lý kém và bị buộc phải sống lưu vong. Trên đường ra khơi, ông bị một đám đông giận dữ bắt được, bị đưa ra xét xử và bị chặt đầu.
Tài sản của ông đã bị thu hồi và trao cho Vương quyền nhưng sau đó được trả lại cho con trai duy nhất của ông là Công tước John. Người kế vị chính trị của ông là Công tước xứ Somerset.